# Giả thuyết Goormaghtigh
Trong toán học, giả thuyết Goormaghtigh là giả thuyết trong lý thuyết số được đặt tên theo nhà toán học người Bỉ René Goormaghtigh. Giả thuyết phát biểu rằng nghiệm nguyên không tầm thường duy nhất của phương trình Diophantine mũ sau
{\displaystyle {\frac {x^{m}-1}{x-1}}={\frac {y^{n}-1}{y-1}}}
thoả mãn {\displaystyle x>y>1} và {\displaystyle n,m>2} là
{\displaystyle {\frac {5^{3}-1}{5-1}}={\frac {2^{5}-1}{2-1}}=31}
và
{\displaystyle {\frac {90^{3}-1}{90-1}}={\frac {2^{13}-1}{2-1}}=8191.}

## Các kết quả nhỏ
Davenport, Lewis & Schinzel (1961) đã chứng tỏ rằng, với mỗi cặp số mũ {\displaystyle m} và {\displaystyle n} được cố định trước, phương trình này chỉ có hữu hạn số nghiệm. Tuy nhiên bài chứng minh này lại dựa trên định lý Siegel trên các điểm nguyên. Nesterenko & Shorey (1998) chứng minh thêm rằng, nếu {\displaystyle m-1=dr} và {\displaystyle n-1=ds} với {\displaystyle d\geq 2}, {\displaystyle r\geq 1}, và {\displaystyle s\geq 1}, thì {\displaystyle \max(x,y,m,n)} bị chặn bởi hằng số tính được hiệu quả phụ thuộc {\displaystyle r} và {\displaystyle s}. Yuan (2005) đã chứng minh rằng khi {\displaystyle m=3} và {\displaystyle n} lẻ, phương trình này không có nghiệm nguyên {\displaystyle (x,y,n)} nào khác ngoài hai nghiệm kể trên.
Trong 1980, Balasubramanian và Shorey đã chứng minh rằng chỉ có hữu hạn số nghiệm {\displaystyle (x,y,m,n)} cho phương trình với các ước nguyên tố {\displaystyle x} và {\displaystyle y} nằm trong một tập hữu hạn cho trước và ta có thể tính hiệu quả kết quả này.
He & Togbé (2008) chứng minh rằng khi cố định {\displaystyle x} và {\displaystyle y}, thì phương trình này chỉ có tối đa một nghiệm.
Nếu chỉ cố định một trong x (hoặc y), thì phương trình có tối đa 15 nghiệm, và chỉ có tối đa 2 trừ khi x là luỹ thừa nguyên tố nhân với luỹ thừa hai, có tối đa 3 nghiệm khi nằm trong tập hữu hạn {15, 21, 30, 33, 35, 39, 45, 51, 65, 85, 143, 154, 713}. Hơn nữa, phương trình chỉ có tối đa một nghiệm khi phần lẻ của n là số bình phương đủ trừ trường hợp n có tối đa hai ước nguyên tố phân biệt hoặc n nằm trong tập hữu hạn {315, 495, 525, 585, 630, 693, 735, 765, 855, 945, 1035, 1050, 1170, 1260, 1386, 1530, 1890, 1925, 1950, 1953, 2115, 2175, 2223, 2325, 2535, 2565, 2898, 2907, 3105, 3150, 3325, 3465, 3663, 3675, 4235, 5525, 5661, 6273, 8109, 17575, 39151}.

## Ứng dụng cho số repunit
Giả thuyết Goormaghtigh tương đương với phát biểu sau: số 31 (111 trong cơ số 5, 11111 trong cơ số 2) và số 8191 (111 trong cơ số 90, 1111111111111 trong cơ số 2) là hai số repunit duy nhất có ít nhất 3 chữ số trong hai hệ cơ số khác nhau.